# 専門士
専門士（せんもんし、英: Diploma ディプロマ）は、日本において一定の要件を満たす専修学校の専門課程（以下「専門学校」）の2 - 3年制の学科を卒業した者に授与される称号である。教育課程としては高等専門学校や短期大学と同等である。英語表記は「Diploma」。
| 分類 | 分類         | 区分                                | 区分                                | 授与を行う標準的な課程                                                  | 授与を行う標準的な課程                                                  |
| ---- | ------------ | ----------------------------------- | ----------------------------------- | ----------------------------------------------------------------------- | ----------------------------------------------------------------------- |
| 称号 | 称号         | 準学士                              | 準学士                              | 高等専門学校の本科                                                      | 高等専門学校の本科                                                      |
| 称号 | 称号         | 高度専門士                          | 高度専門士                          | 専修学校の専門課程（専門学校）のうち、 4年制の学科                      | 専修学校の専門課程（専門学校）のうち、 4年制の学科                      |
| 称号 | 称号         | 専門士                              | 専門士                              | 専修学校の専門課程（専門学校）のうち、 2〜3年制の学科                   | 専修学校の専門課程（専門学校）のうち、 2〜3年制の学科                   |
| 学位 | （下記以外） | 博士                                | 博士                                | 大学院の博士課程 特定の省庁大学校の課程                                 | 大学院の博士課程 特定の省庁大学校の課程                                 |
| 学位 | （下記以外） | 修士                                | 修士                                | 大学院の修士課程 特定の省庁大学校の課程                                 | 大学院の修士課程 特定の省庁大学校の課程                                 |
| 学位 | （下記以外） | 学士                                | 学士                                | 大学の学部 短期大学の専攻科 高等専門学校の専攻科 特定の省庁大学校の課程 | 大学の学部 短期大学の専攻科 高等専門学校の専攻科 特定の省庁大学校の課程 |
| 学位 | （下記以外） | 短期大学士                          | 短期大学士                          | 短期大学の本科                                                          | 短期大学の本科                                                          |
| 学位 | 専門職学位   | 修士（専門職） （○○修士（専門職）） | 修士（専門職） （○○修士（専門職）） | 大学院の専門職学位課程 （専門職大学院）                                 | （法科・教職以外）                                                      |
| 学位 | 専門職学位   | 法務博士（専門職）                  | 法務博士（専門職）                  | 大学院の専門職学位課程 （専門職大学院）                                 | 法科大学院                                                              |
| 学位 | 専門職学位   | 教職修士（専門職）                  | 教職修士（専門職）                  | 大学院の専門職学位課程 （専門職大学院）                                 | 教職大学院                                                              |
| 学位 | 専門職学位   | 学士 （専門職）                     | ○○学士（専門職）                    | 専門職大学                                                              | 専門職大学                                                              |
| 学位 | 専門職学位   | 学士 （専門職）                     | 学士（○○専門職）                    | 大学の学部の専門職学科                                                  | 大学の学部の専門職学科                                                  |
| 学位 | 専門職学位   | 短期大学士 （専門職）               | ○○短期大学士（専門職）              | 専門職大学の前期課程 専門職短期大学                                     | 専門職大学の前期課程 専門職短期大学                                     |
| 学位 | 専門職学位   | 短期大学士 （専門職）               | 短期大学士（○○専門職）              | 短期大学の専門職学科                                                    | 短期大学の専門職学科                                                    |

## 専門士号の意義
専門士の称号は、文部省が1994年に「専修学校の専門課程の修了者に対する専門士の称号の付与に関する規程」第1条及び第2条において、専門学校の修了者に対する社会的評価の向上と生涯学習の振興を目的として定めたものであったが、第213回国会（常会）において、専修学校における教育の充実を図るための「学校教育法の一部を改正する法律案」（閣法第35号）が、令和６年６月７日の参議院本会議で全会一致をもって可決され、成立した（施行期日は令和８年４月１日）。
本法律案は、専修学校における教育の充実を図るため、専修学校に専攻科を置くことができることとするとともに、専門課程の入学資格の厳格化に併せて、一定の要件を満たす専門課程の修了者への称号の付与が図られ、「専門士」の称号が法律上に明文化された。
専門士は専門学校の卒業生に対し授与される称号である。多くの専門学校の課程は2年制で、修業年限がほぼ同じである短期大学や高等専門学校と同等である。短期大学で授与される短期大学士の学位と高等専門学校において授与される準学士の称号は、教育課程における位置付けはほぼ変わりはない。短期大学士は諸国で通用する学位で、準学士は学士や短期大学士の学位に準じた学術称号である。専門士は専門技術に対する評価を与えるもので、準学士、高度専門士、専門士の称号は日本の法令に基づく日本国内限定で有効な称号である。
旧制の専門学校では、一部分野の卒業者に対して得業士の称号が授与されていたが、1976年に制度創設された専門学校（専修学校専門課程）には特に称号の定めがなく、修了時における称号の授与もなかった。ところが、専門学校の社会的評価の向上に加え、留学生からの要望が増大したことに伴い創設された。
1999年4月1日に「学校教育法等の一部を改正する法律」が施行され、専門士称号を受けた者は大学（学部）3年次へ編入学が認められ、かつては短大卒・大学2年次修了などが条件とされていた国家資格の受験資格も認められた。
この称号で能力を保障されて評価を得るよりも、専門学校在学中に得た資格、能力、技術、人間性などが評価されている。短期大学の通信教育部と提携し、在学中に短期大学士と専門士の両方を修めるカリキュラムを組む専門学校も少なくない。
専門士の称号を通じて専門学校卒業者の門戸が広がり、進路に多様性と可能性を与えた。かつて専門士の英文表記は「technical associate」を用いたが、高度専門士の付与制度を始めるにあたり英文表記の変更も検討された。2006年3月22日の文部科学省生涯学習政策局の事務連絡で、専門士の英文表記が「Diploma」に変更されたことが通知された。
2005年9月9日に「専修学校の専門課程の修了者に対する専門士の称号の付与に関する規程」が改正され、専門士に加えて高度専門士の称号が創設された。

## 分野
修了した課程に応じ以下の8分野の称号が与えられ表記は日本語では「専門士（○○課程）」、英語表記では「Diploma (Postsecondary Course (○○))」もしくは「Diploma in ○○」となる。
- 工業 (Technology)
- 農業 (Agriculture)
- 医療 (Medical Care)
- 衛生 (Personal Care and Nutrition)
- 教育・社会福祉 (Education and Welfare)
- 商業実務 (Business)
- 服飾・家政 (Fashion and Home Economics)
- 文化・教養 (Culture and General Education)

## 専門士付与校
専門士を付与できる専修学校の専門課程の要件は次のとおりである。
- 修業年限が2年以上
- 卒業に必要な総授業時間数が1,700単位時間以上[注 16]（単位制・通信制の学科においては、卒業に必要な総単位数が62単位以上）
- 試験等により成績評価を、その評価に基づいて卒業認定を行っている。

なお、2005年以降は修業年限4年以上、総授業時間3,400単位時間以上など、一定の要件を満たした卒業生に対しては高度専門士の称号を付与することとなった。従来、法務省は日本へ留学した外国人が再入国する際に学士の学位を必要条件としていたが、在留資格見直しにより、2011年以降は専門士の称号を得た外国人も在留資格を認められる。